# Michel Giacobini
Michel Giacobini (França, 1873 — 1938) foi um astrónomo francês.
Trabalhou no Observatório de Nice e no Observatório de Paris.
Giacobini, juntamente com Ernst Zinner, descobriu em 1900 o cometa 21P/Giacobini-Zinner e com Horace Parnell Tuttle descobriu o cometa 41P/Tuttle-Giacobini-Kresak.